# Chur
Chur (italsky Coira, francouzsky Coire, rétorománsky Cuira) je švýcarské město, hlavní a největší město kantonu Graubünden, zároveň také hlavní město okresu Plessur. Žije zde asi 38 000 obyvatel. Nachází se v místě, kde se řeka Rýn po nedalekém soutoku Předního a Zadního Rýna stáčí na sever a volně plyne dále do Bodamského jezera. Jde o jedno z nejstarších švýcarských sídel, místo bylo osídleno již 3 000 let před naším letopočtem.
Chur je ekonomickým centrem široké oblasti východního Švýcarska a zároveň významným železničním uzlem; své sídlo zde má Rhétská dráha, největší soukromá švýcarská železniční společnost. 

## Geografie
Chur leží v širokém údolí Alpského Rýna, který se zde stáčí ze západního směru na severní, který si v podstatě udržuje až k Bodamskému jezeru. Zprava přitéká Plessur, divoká řeka s hlubokým korytem, která se v hluboce zaříznuté soutěsce prodírá vrstvami břidlic mezi Montalinem a Dreibündensteinem. Svým zatížením posouvá koryto Rýna na úbočí Calandy: široký aluviální vějíř, který Plessur ukládá v hlavním údolí, čtvrtkruh o poloměru 2,5 kilometru, je tvořen břidlicemi tzv. typu Bündner, zatímco Calanda je tvořena převážně vápencem. Území města, které se celé rozkládá na pravém břehu Rýna, dosahuje největších výšek na severovýchodě u vrchu Fürhörnli (1 886 m n. m.) a na jihu u vrchu Spundisköpf (1 847 m n. m.); nejnižším bodem je Rýn na severní hranici města (necelých 550 m n. m.).
Od pravého břehu řeky Plessur, pod biskupským statkem stojícím na skalnatém hřebeni, se osídlená oblast postupně rozšiřovala na aluviální vějíř, takže zastavěná plocha dosahovala téměř k Rýnu a jádro města se rozrostlo spolu s osadou Masans, vzdálenou 2 kilometry severně.
V roce 1997 pokrývaly lesy a lesní porosty 52 % území, v roce 2021 to bylo 50 %. 19 % území bylo využíváno pro zemědělství, 25 % zabírala zastavěná plocha a 4 % byla považována za neproduktivní. K „místním horám“ Churu patří kromě Calandy (od připojení Haldensteinu 1. ledna 2021 nejvyšší bod města v nadmořské výšce 2 805 metrů) také Mittenberg s Fürhörnli a Montalinem nad ním a Pizokel. V roce 2013 se odtud do prostoru, který bude brzy zaplněn, přesunulo několik set tisíc metrů krychlových suti. Kvůli ochraně dálnice a železniční trati byl padající materiál odkloněn na zemědělskou půdu. Kantonální silnice byla nejprve přerušena a poté několik let fungovala na základě provizorního uspořádání. V roce 2019 byla dokončena nová záchytná nádrž, která stála 26 milionů švýcarských franků a má kapacitu 170 tisíc metrů krychlových.
Sousedními obcemi jsou Felsberg, Trimmis, Arosa, Tschiertschen-Praden, Churwalden, Domat/Ems, Untervaz a také Pfäfers v kantonu St. Gallen.

### Členění města

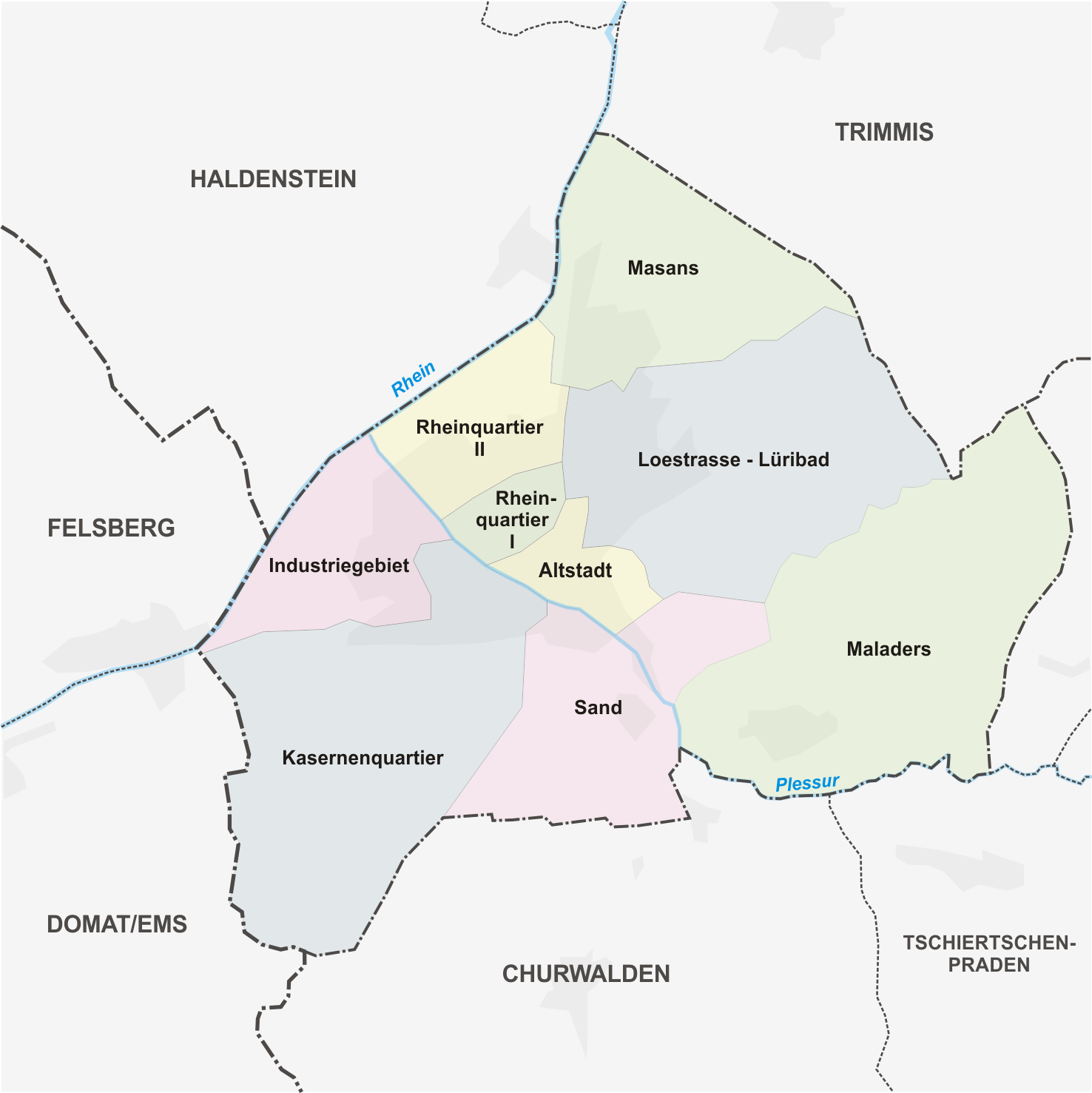
Městské části Churu (do 31. 12. 2020)

Město Chur se k 1. lednu 2021 člení na těchto 18 městských částí:
- Araschgen
- Fürstenwald
- Masans
- Niederlachen-Untere Au
- Lacuna
- Giacomettiquartier
- Chur West
- Dreibünden
- Haldenstein
- Maladers
- Sand
- Kornquader
- Rheinquartier
- Rossboden
- Plankis/Sommerau
- Wiesental
- Tittwiesen
- Lürlibad

Bývalé samostatné obce Haldenstein a Maladers byly k Churu připojeny ke dni 1. 1. 2021, respektive 1. 1. 2020.

## Historie

### Předrománské doby
Některé nálezy z oblasti Sennhof/Karlihof dokazují přítomnost lidí v oblasti dnešního Churu i pro dobu 11 000 let př. n. l. Nálezy z vykopávek dokazují, že Chur byl osídlen již v neolitu (asi 4 500 let př. n. l.), i když pro tuto dobu rozhodně nelze předpokládat, že zde existovalo trvalé, pevné osídlení. Sídlištní pozůstatky a předměty z doby bronzové a železné jsou doloženy pro oblast Welschdörfli a oblast Sennhof/Karlihof.
Chur je proto často označován za nejstarší město Švýcarska, což však lze v souvislosti s nálezy v oblasti Karlihofu považovat pouze za marketingový slogan.

### Antika

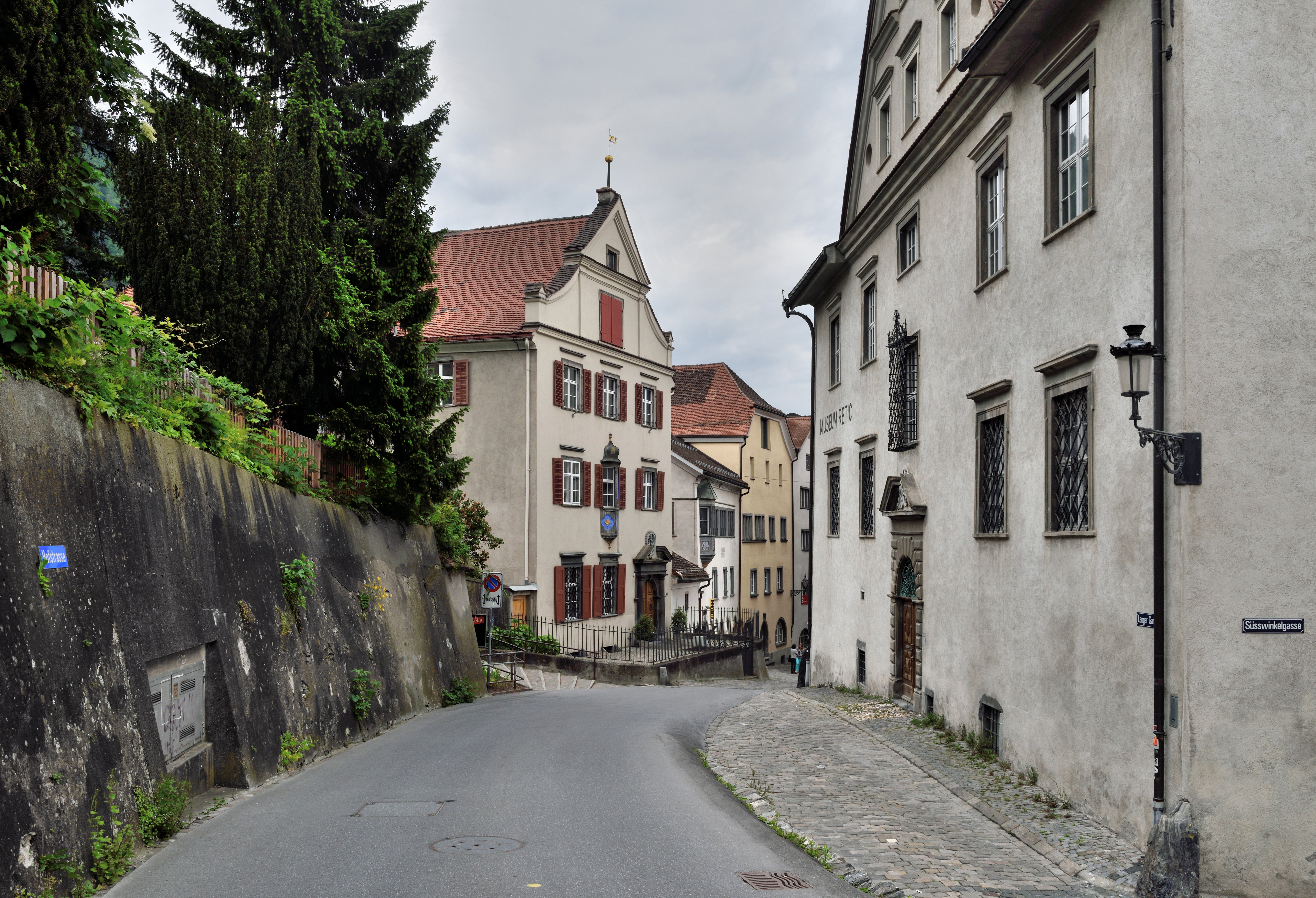
Historické centrum města

Poté, co Římané za císaře Augusta v roce 15 př. n. l. dobyli Raetii a učinili z ní svou stejnojmennou provincii, vznikla v dnešním Welschdörfli venkovsko-obchodní osada, tzv. vicus, která byla osídlena od 1. do 4. století. Při různých vykopávkách, zejména od 60. let 20. století, byly odkryty významné části tohoto starověkého městečka, především obytné budovy, ale také veřejné budovy, různé budovy pro obchod a řemesla a přinejmenším jeden komplex termálních lázní. V roce 1965 byl na náměstí před tehdejší tržnicí (dnes radnicí) nalezen kus čestného nápisu pro Augustova syna Lucia Caesara, který byl pravděpodobně původně součástí čestného památníku, například triumfálního oblouku. Ve vicusu byly nalezeny i další stopy římského osídlení.
Další stopy římského osídlení byly nalezeny na „Hofu“, skalnaté plošině s trojúhelníkovým půdorysem svažující se k jihu směrem k Plessuru. Nejpozději v pozdní době římské (od 3. do 5. století) zde existovala pevnost; zda již v době císařské, není jisté. Z této vojenské struktury se pravděpodobně již ve 4. století n. l. vyvinulo biskupství v Churu, které se tak stalo prvním biskupstvím severně od Alp. Prvním známým biskupem je Asinio, který je doložen v roce 451. Z této doby pravděpodobně pocházejí i první fáze churské katedrály a biskupské rezidence. Centrum osídlení se přesunulo na pravý břeh řeky Plessur.
Chur byl již v prvních staletích své existence místním správním centrem, o čemž svědčí mimo jiné čestný památník Lucia Caesara. Je možné, že po rozdělení Raetie za císaře Diokleciána se město stalo hlavním městem nově vzniklé provincie Raetia prima, která se rozkládala od Bodamského jezera až k horním italským jezerům a do oblasti Vinschgau. Tuto domněnku podporuje především skutečnost, že biskupství pozdní antiky často vyrůstala z politických správních struktur.
V období stěhování národů sloužil Chur jako severní výspa Ostrogótské říše a v 6. století se dostal pod franskou nadvládu.

### Středověk

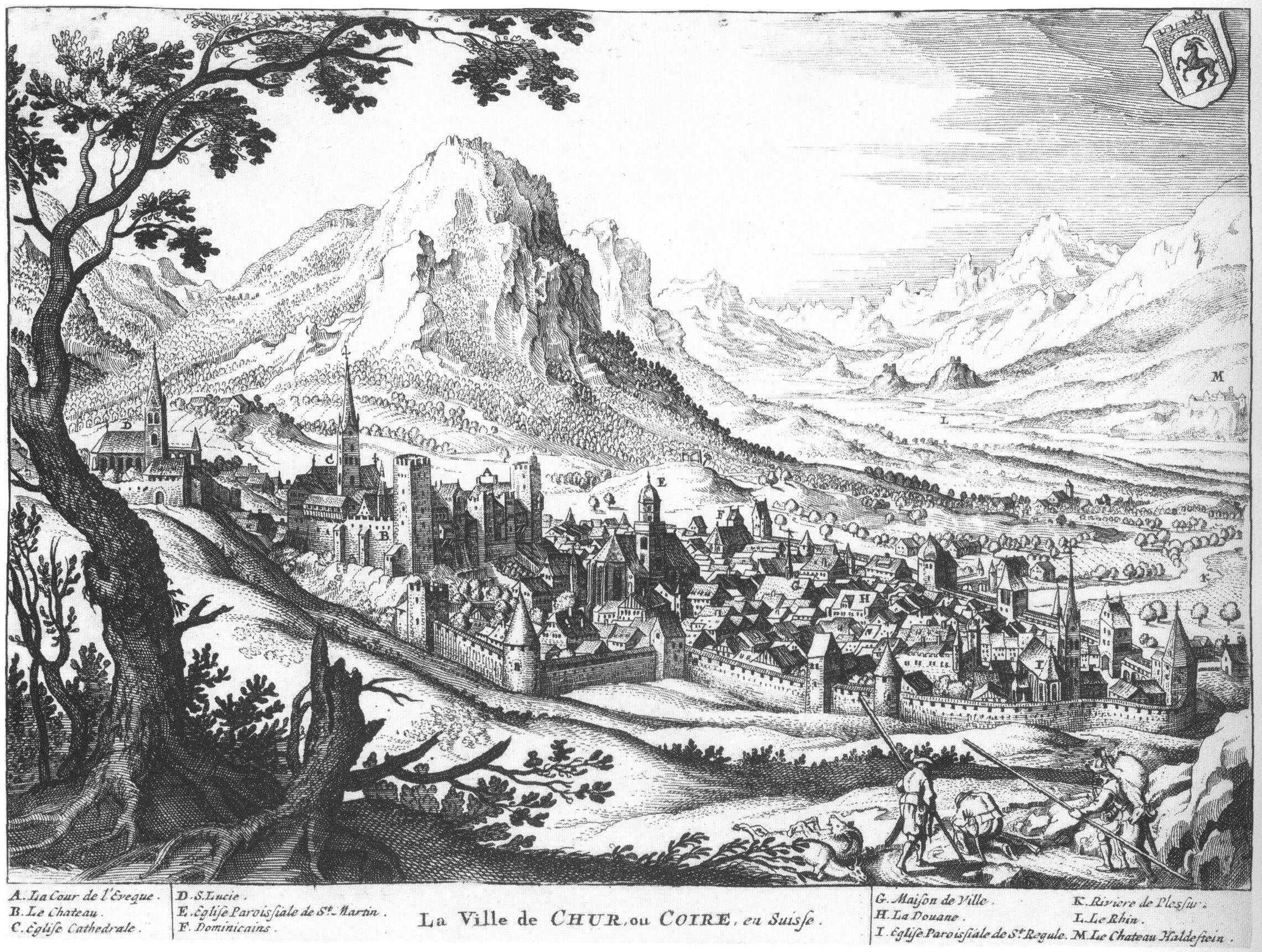
Chur na vyobrazení z roku 1642

V 9. století město podléhalo císaři Ludvíku Pobožnému. Teprve když se říše v 10. století stabilizovala po konfliktech s Maďary (v letech 925/926 byla zničena místní katedrála) a Saracény (vypálení mnoha domů roku 940 a roku 954 další vpád Saracénů), projevila se velká výhoda Churu: jeho strategická poloha na jedné z nejdůležitějších severojižních cest v Evropě. Při příjezdu ze severu se otevírá široké údolí Rýna jako přirozená brána do oblasti mnoha průsmyků, dnešního Graubündenu. Zde se silnice odklání k alpským přechodům: Julier a Septimer na jedné straně, Splügen a průsmyk San Bernardino na straně druhé, které byly využívány již od římských dob a nyní získaly rozhodující význam pro římsko-německé císaře, kteří se politicky a vojensky angažovali na obou stranách Alp. Ota I. Veliký jmenoval v roce 951 svého vazala Hartperta biskupem a v roce 958 obdařil biskupství rozsáhlými právy a majetkem. Světská moc biskupů, kteří byli v roce 1170 povýšeni na říšská knížata, se opírala především o septimánskou cestu, kterou zcela ovládali od Churu po Chiavennu.
Ve 13. století byla osada, která v té době čítala přes 1 000 obyvatel (řemeslníků, obchodníků, zemědělců), obehnána městskou hradbou. Město se za tuto středověkou hranici (Hof na východě, Plessur na jihu, opevnění podél dnešní Grabenstrasse na severozápadě) rozrostlo až v 18. století. Venkovská oblast Welschdörfli zůstala mimo hradby.

### Přechod do novověku

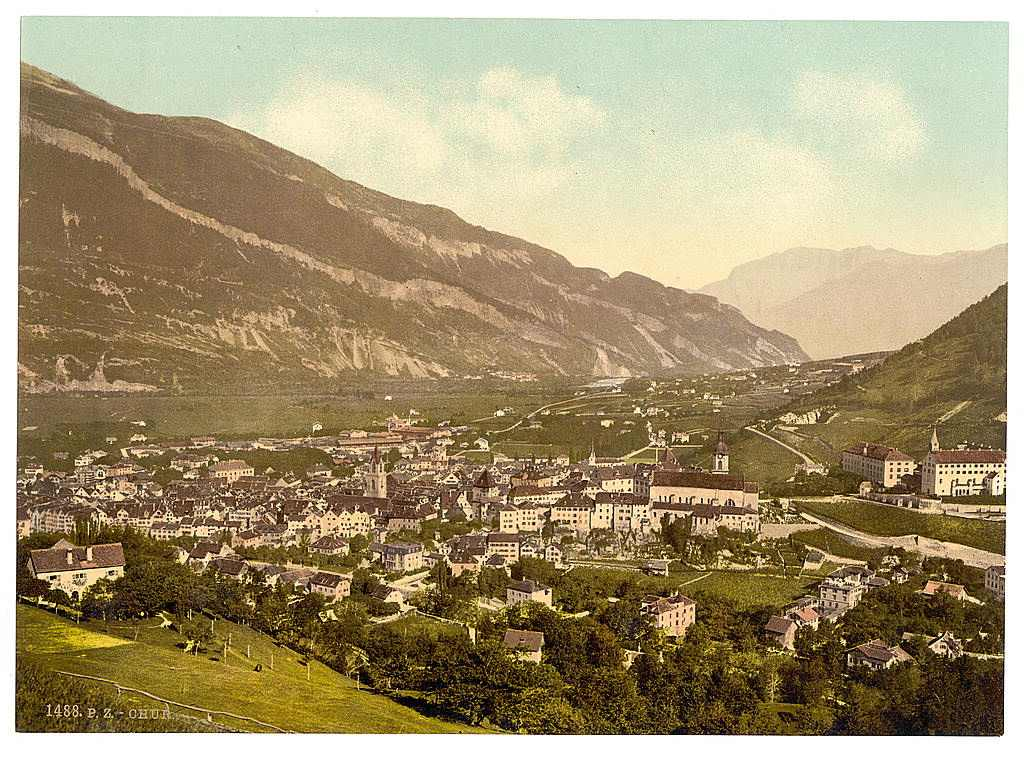
Chur na pohlednici z roku 1900

Založení Gotteshausbundu v roce 1367 znamenalo první velký krok ve snaze občanů o samosprávu. V té době vzniklo první městské zřízení a v roce 1413 byl poprvé zmíněn starosta. V letech 1418–1422 obyvatelé Churu několikrát vtrhli do biskupské rezidence a donutili vládce města k ústupkům. Biskup, který často vystupoval jako zástupce habsburského rodu, ztratil moc a prestiž.
Dne 27. dubna 1464 zachvátil požár velkou část města. Na rekonstrukci se podíleli především německy mluvící řemeslníci. Po skončení své práce zůstali v Churu, což vedlo k rozvoji německého jazyka v Churu. Na ochranu svých zájmů se sdružovali do cechů.
Obyvatelé Churu vyslali městského úředníka Johannese Gsella k císaři Fridrichu III. a požádali ho o pomoc. Král potvrdil stará práva a udělil téměř úplnou výjimku z biskupské vlády. Nová ústava se v podstatě opírala o nově založených pět cechů (vinařů, ševců, krejčích, kovářů, fišerů). Členy cechu se mohli stát pouze měšťané, ženy byly vyloučeny. Cechovní řády upravovaly organizaci a činnost, pracovní dobu, počet učňů a tovaryšů na podnik, přijímání nových mistrů a kvalitu zboží.
Nová cechovní ústava vstoupila v platnost 17. ledna 1465. V důsledku toho přešla politická moc z biskupa na řemeslnické spolky. Protože politická kariéra v Churu byla nyní možná pouze jako člen cechu, vstupovali do cechů i šlechtici a patricijové. V roce 1489 byla městu udělena vrchnostenská pravomoc, ale status svobodného císařského města, o který usilovalo, zůstal v nedohlednu.
Cechovní režim skončil krátce před rokem 1840. Nedostatek demokracie, zneužívání moci a komplikovaná administrativa vedly v roce 1838 k tomu, že jednotliví členové cechů i celé cechy odmítly pokračovat v tomto režimu. V roce 1840 byla přijata nová ústava se svobodou obchodu. Cechy ztratily své opodstatnění a rozpadly se. Jako předměstí Gotteshausbundu a největší osada v Raetii byl Chur považován za mocenské a hospodářské centrum tzv. Tří lig (Drei Bünde).

### Reformace a třicetiletá válka

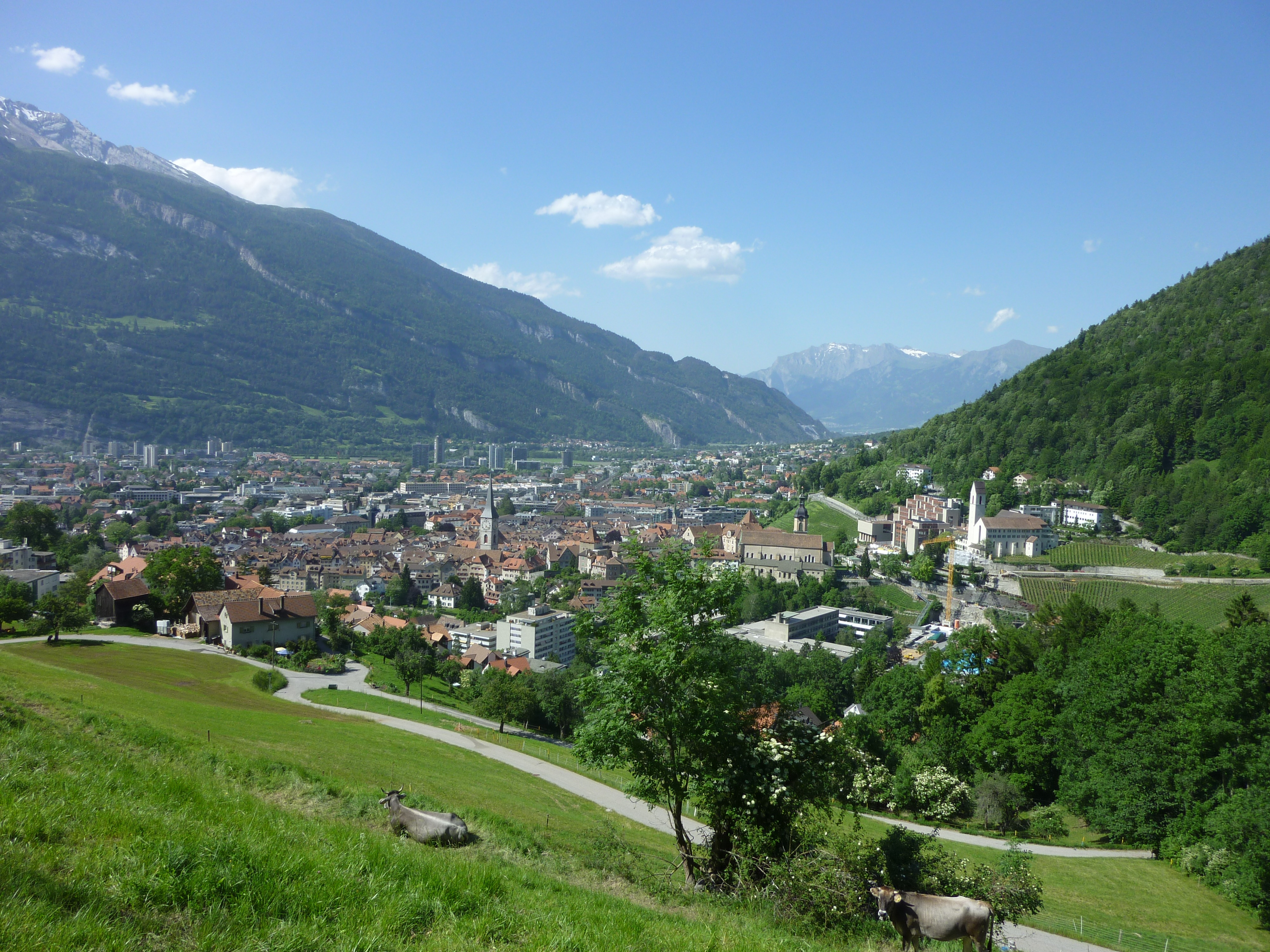
Chur v roce 2010

V roce 1512 bylo město papežem Juliem II. zvlášť vyznamenáno cenným „Juliovým praporem“ (Juliusbanner) za zásluhy prokázané v letech 1508–1510 při „Velkém pavlačovém tažení“ na vyhnání Francouzů. Jako výraz úplné emancipace od biskupa (který si mimo jiné ponechal celní, mincovní a lovecká práva) se město od roku 1523 připojilo k reformaci. V roce 1527 byla zrušena katolická mše v kostele svatého Martina a v kostele Regula a poprvé se zde začalo slavit protestantské přijímání. Sídlo katolického biskupství však zůstalo v Churu. Chur je jedním z deseti švýcarských měst, kterým Federace protestantských církví v roce 2017 udělila označení „město reformace“.
V 16. století došlo také k přechodu od rétorománštiny k němčině jako hovorovému jazyku, ačkoli biskupský dvůr byl v německých rukou již od 9. století. Navzdory požárům města v letech 1464 a 1574 zažíval Chur hospodářský rozkvět, dokud jej nezastavily nepokoje v Graubündenu během třicetileté války, které přinesly zkázu, epidemie a atmosféru nedůvěry, jež málem rozvrátila svobodný stát Rhétů.
Od poloviny 17. století se město rozvíjelo klidným tempem založeným na tranzitní dopravě, která se opět zvýšila. Vztah mezi občany a biskupem byl, když už ne sympatický, tak alespoň ve formě vzájemného respektu.

### 19. století
Po připojení Graubündenu ke Švýcarské konfederaci v roce 1803 se Chur stal oficiálně jeho hlavním městem na základě kantonální ústavy, která vstoupila v platnost v roce 1820. V roce 1852 byl připojen dosud samostatný tzv. Hofbezirk (obec Hof Chur). Po zbourání městského opevnění se město v několika etapách rozrostlo do dnešní velikosti, zejména kolem roku 1900 a ve třetí čtvrtině 20. století.

### Nejnovější dějiny
V 60. letech 20. století byla podle plánů churského architekta Thomase Domeniga postavena celá „betonová čtvrť“ Lacuna v tzv. Rýnské čtvrti (Rheinquartier), která podle situačního plánu architekta Hanse Martiho směřuje vzhůru a ponechává mezi sebou dostatek prostoru.

## Obyvatelstvo
| Rok            | 1500        | 1860  | 1900   | 1950   | 1970   | 2000   | 2005   | 2011   | 2012   | 2015   | 2016   | 2019   |
| Počet obyvatel | kolem 1 500 | 3 990 | 11 532 | 19 382 | 31 193 | 32 989 | 32 409 | 36 690 | 37 036 | 37 237 | 37 106 | 37 082 |

### Jazyky
V Churu se v minulosti mluvilo převážně rétorománsky. V 15. a 16. století bylo rýnské údolí Churu poněmčeno.
Při sčítání lidu v roce 2000 se jako hlavní jazyky uváděly: 81,0 % němčina, 5,4 % rétorománština, 5,1 % italština. V roce 2002 činil podíl cizinců 17,6 %.
Alemanský dialekt rozšířený v Churu a okolí se nazývá Churerdeutsch.

## Hospodářství a doprava

### Hospodářství

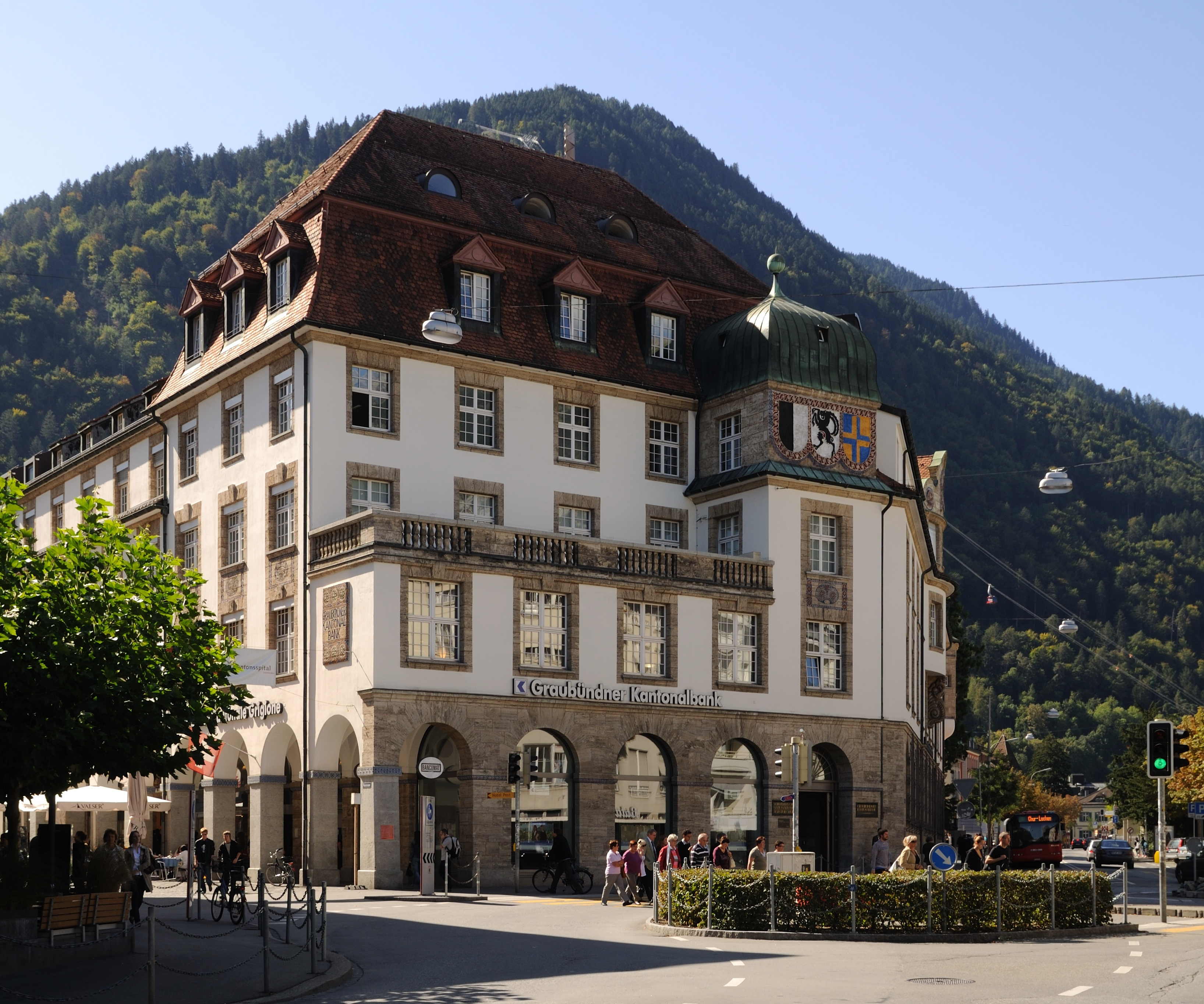
Centrála Graubündner Kantonalbank v Churu

V hospodářské struktuře města, které nemá žádné významné průmyslové podniky, převažuje sektor služeb s kantonální správou, vzdělávacími institucemi, zdravotnictvím, železnicí, poštou, maloobchodem atd., který v roce 2001 poskytoval celkem 20 609 pracovních míst. Zemědělství a lesnictví zaměstnávalo 181 osob a obchodní sektor 3 998 osob.
Kantonální nemocnice Graubündenu zaměstnává 1 700 lidí. Psychiatrická klinika Waldhaus se nachází ve čtvrti Loequartier. V Churu sídlí mimo jiné kantonální banka Graubündner Kantonalbank a logistická společnost Würth Logistics AG.
Každé jaro se v Churu koná výstava HIGA – obchod, průmysl a podnikání.

### Doprava

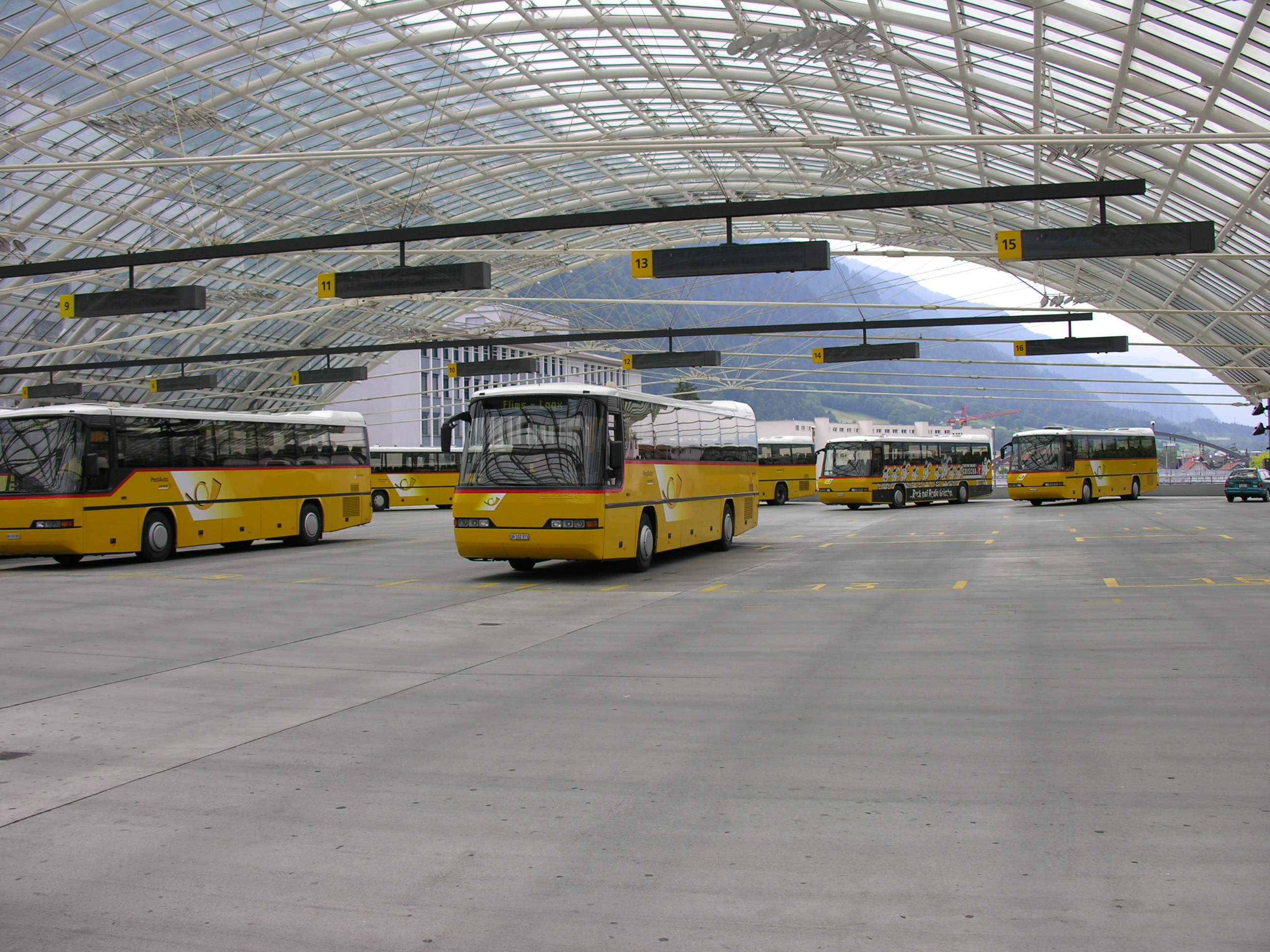
Autobusové nádraží Chur

Nádraží v Churu je důležitým železničním uzlem, protože zde končí trať švýcarských spolkových drah SBB se standardním rozchodem ze severu (Chur – Sargans a dále St. Gallen, či Curych), a lze zde přestoupit na síť Rhétské dráhy (RhB) s metrovým rozchodem. RhB má zároveň nedaleko železniční stanice své sídlo. Na území města provozuje RhB další tři zastávky: Chur West na trati Chur – Reichenau-Tamins, Chur Wiesental na trati Landquart–Davos a Chur Altstadt na trati do Arosy.
V roce 2001 byla zrušena zastávka Sassal, kterou rovněž obsluhovala trať do Arosy, a byla zde zřízena odpovídající autobusová zastávka.
Chur je spojen se Svatým Mořicem tratí RhB do Thusis a navazující tratí Albula. Odtud vede Berninská dráha do italského Tirana. Tratě vedoucí přes dva alpské průsmyky Albula a Bernina jsou zapsány na seznamu světového dědictví UNESCO.
V roce 1993 bylo uvedeno do provozu nové autobusové nádraží nad kolejištěm vlakového nádraží s nápadnou skleněnou střechou. Zásadní rekonstrukce nádraží (2003–2007) zvýšila efektivitu využití kolejí a usnadnila přestup na linky městské dopravy, jejíž šest linek obsluhuje jednotlivé čtvrti města a okolní obce.
V návaznosti na úpravu nádraží a nádražního náměstí byla realizována zóna City Encounter, která zasahuje do ulic Bahnhofsstrasse a Alexanderplatz.
Město je obecně velmi dobře dopravně dostupné, po železnici je vzdáleno jen 74 km od Curychu. S jihem a severovýchodem země je spojeno dálnicí A13 (St. Margrethen – Chur – Bellinzona), ze které se u obce Sargans odděluje dálnice A3 na západ, do Curychu. Na dálniční síť jej napojují sjezdy Chur-Nord a Chur-Süd.

## Osobnosti
- Jiří Blaurock (1491–1529), novokřtěnec a kněz, působil v Churu
- Hans R. Giger (1940–2014), švýcarský výtvarník a původní tvůrce návrhu filmového Vetřelce, narodil se v Churu
- Norbert Joos (1960–2016), švýcarský horolezec
- Angelica Kauffmanová (1741–1807), švýcarská neoklasicistická malířka, narodila se v Churu
- Nino Niederreiter (* 1992), švýcarský hokejista, narodil se a vyrostl v Churu
- Yvonne Rüeggová (* 1938), švýcarská lyžařka